# Герб Познани
Герб Познани — официальный символ города Познани, Польша. Несмотря на то, что история герба уходит глубоко в прошлое, современный вариант герба был утверждён лишь в 1997 году. Герб изображается также на флаге города.

## Описание
В лазоревом поле серебряные мурованные с чёрными швами крепостные ворота о трёх башен, из которых средняя выше, правая увершена серебряной фигурой апостола Павла с золотым мечом и нимбом, средняя — червлёным щитком с серебряным орлом с золотыми лапами, вооружением языком и короной, левая — серебряной фигурой апостола Петра с золотым ключом и нимбом; справа фигуру Павла и слева фигура Петра сопровождают золотая шестиконечная звезда над золотым же полумесяцем рогами вверх; в сквозных воротах два золотых перекрещённых ключа бородками вверх, над ними простой крест того же металла. Над щитом золотая королевская корона.

## История

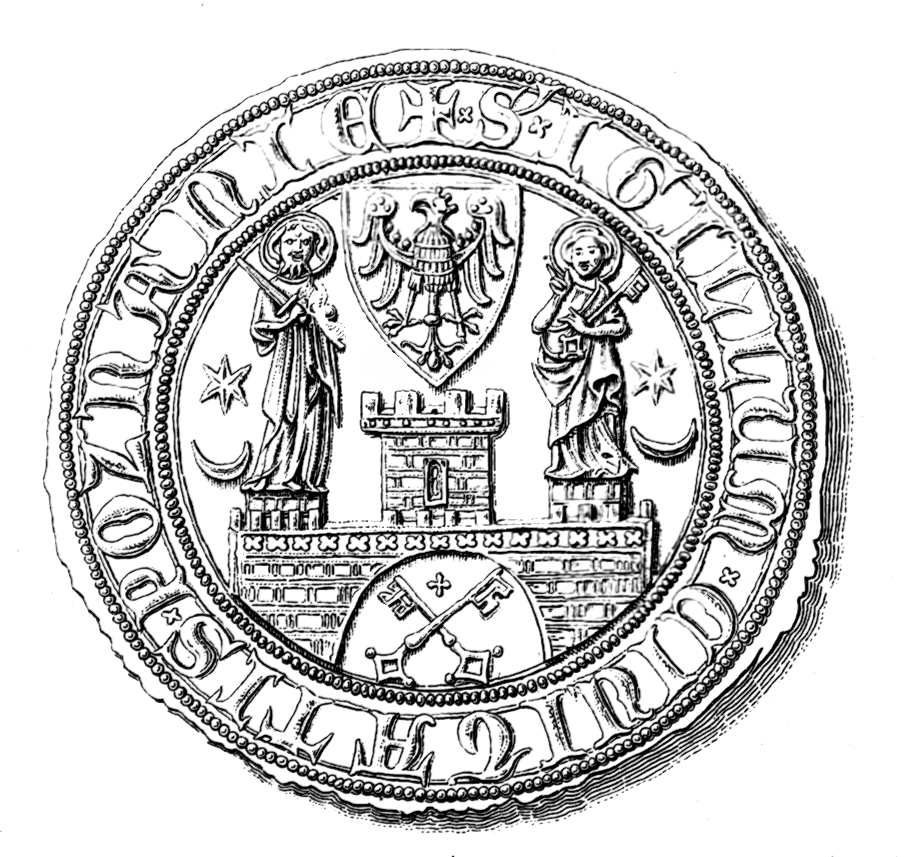
Печать с изображением герба города

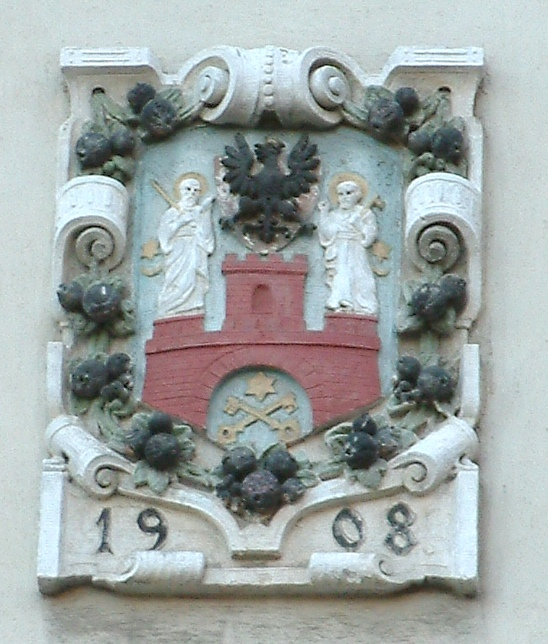
Герб Познани с прусским чёрным орлом

Первые упоминания о гербе Познани относятся к 1344 году.
В те времена герб был не совсем таким, как сейчас. Вот каким его описывает Географический словарь Царства Польского и других славянских стран:

Герб города изображает ворота с тремя башнями, над средней возвышается белый орёл с королевской короной, с двух сторон стоят святые Пётр и Павел, покровители познанского диоцеза; в воротах в чёрном поле два перекрещённых ключа, один серебряный и один золотой, над ними звезда; по бокам от апостолов полумесяц со звездой.
Оригинальный текст (англ.)Herb miasta wyobraża bramę z 3 wieżami; nad środkową z nich unosi się orzeł biały z koroną królewską a na dwóch pobocznych stoją św. Piotr i Paweł, patronowie dyecezyi poznańskiej; w bramie pod wieżą środkową na czarnem polu są złożone na krzyż dwa klucze, jeden srebrny, drugi złoty, a nad nimi gwiazda; po bokach obu apostołów znajduje się półksiężyc z gwiazdą.

К концу XIV века герб стал изображаться на городской печати города. Герб окружается латинской фразой-определением печати SIGILLVM CIVITATIS POZNANIE. В 1440 году разрешил Познани скреплять документы красной, королевской, печатью. Впоследствии, в 1996 году, это обстоятельство серьёзно повлияло на внешний вид герба, так как появилась королевская корона, как знак особого положения Познани.
После раздела Речи Посполитой Познань с прилегающими территориями перешла к Пруссии. Это не могло не повлиять на герб города. Белый орёл в красном щите над башнями стал чёрным в белом фоне. Кроме того, этот ход хоронил идею польской государственности, тем самым укрепив позиции Пруссии в профилактике вооружённых восстаний. С приходом независимости от всей композиции остались только два ключа с крестом на голубом фоне. Во времена ПНР вернулись к стандартному изображению герба с белым орлом. К вопросу о внешнем виде этого символа города вернулись в 1996 году, увенчав герб королевской короной.